# Пиеро Таруфи
Пиеро Таруфи (на италиански: Piero Taruffi) (роден в Рим на 12 октомври 1906 – починал на 12 януари 1988) е автомобилен състезател от Италия.

## Формула 1
Той участва в 18 състезания в Световното първенство на Формула 1, дебютира на 3 септември 1950 година. Печели едно състезание и записва общо 41 точки в шампионата. Той също така участва в множество автомобилни състезания извън шампионата на Формула 1.
Таруфи управлява кола на Ферари за победата през май 1952 г. за Голямата награда на Швейцария. Той повежда още от самото начало на състезанието и удържа победата.